# Livistona concinna
Livistona concinna är en enhjärtbladig växtart som beskrevs av John Leslie Dowe och Anders Sánchez Barfod. Livistona concinna ingår i släktet Livistona och familjen Arecaceae. Inga underarter finns listade i Catalogue of Life.